# Granulicella acidiphila
Granulicella acidiphila es una bacteria gramnegativa del género Granulicella. Fue descrita en el año 2017. Su etimología hace referencia a amante del ácido. Es aerobia e inmóvil. Tiene un tamaño de 0,2-0,3 μm de ancho por 0,8-1,5 μm de largo. Forma colonias de color blanco. Temperatura óptima de crecimiento de 30 °C. Tiene un tiempo de duplicación de 10,1 horas. Tiene un contenido de G+C de 62,1%. Se ha aislado en agua a 15 metros de profundidad en una mina en España.